# Sorghastrum brunneum
Sorghastrum brunneum är en gräsart som beskrevs av Jason Richard Swallen. Sorghastrum brunneum ingår i släktet Sorghastrum och familjen gräs. Inga underarter finns listade i Catalogue of Life.